# Joris van Schooten

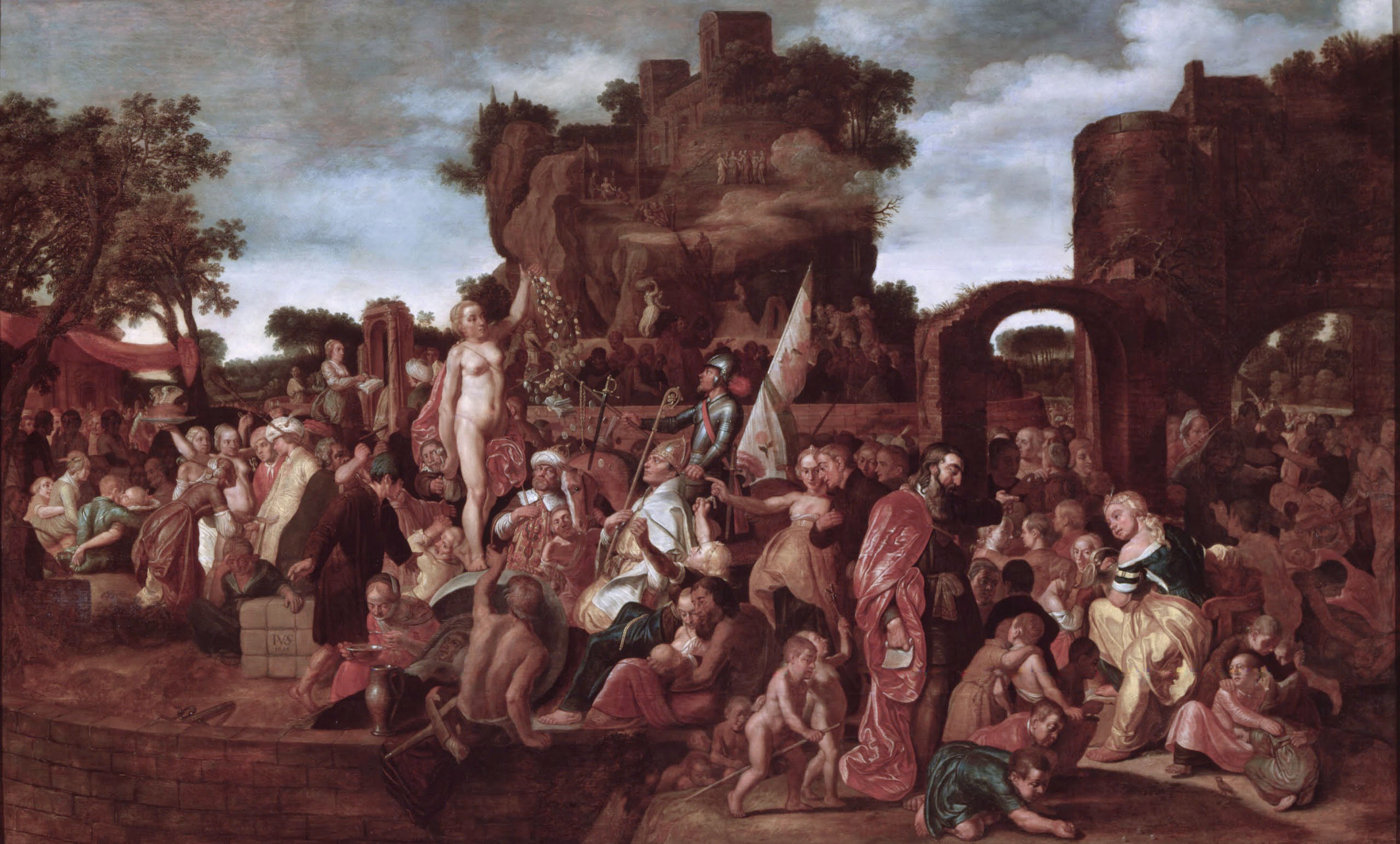
Joris van Schooten, Allegorische voorstelling van de dwaasheden van het leven van de mens naar het verhaal van de wijsgeer Cebes (1607). Leiden, Museum De Lakenhal.

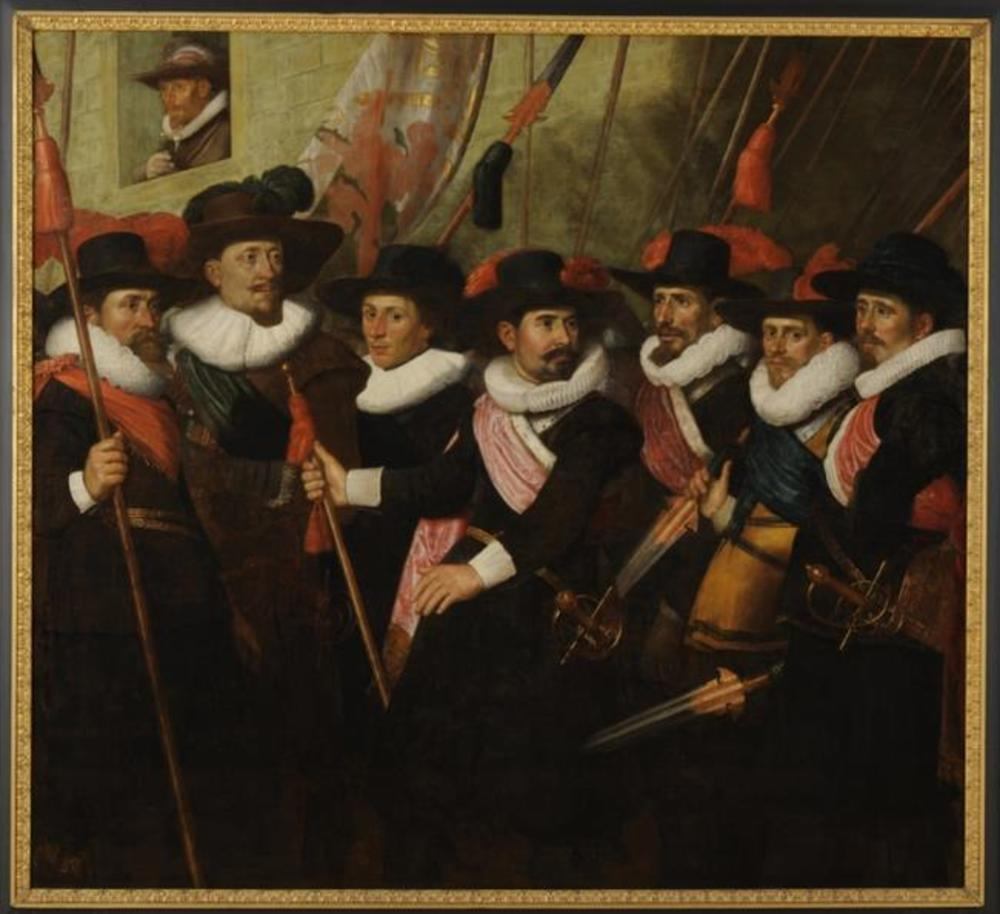
Zeven officieren van het vendel van kapitein Johan van Banchem, 1626, Museum De Lakenhal, Leiden

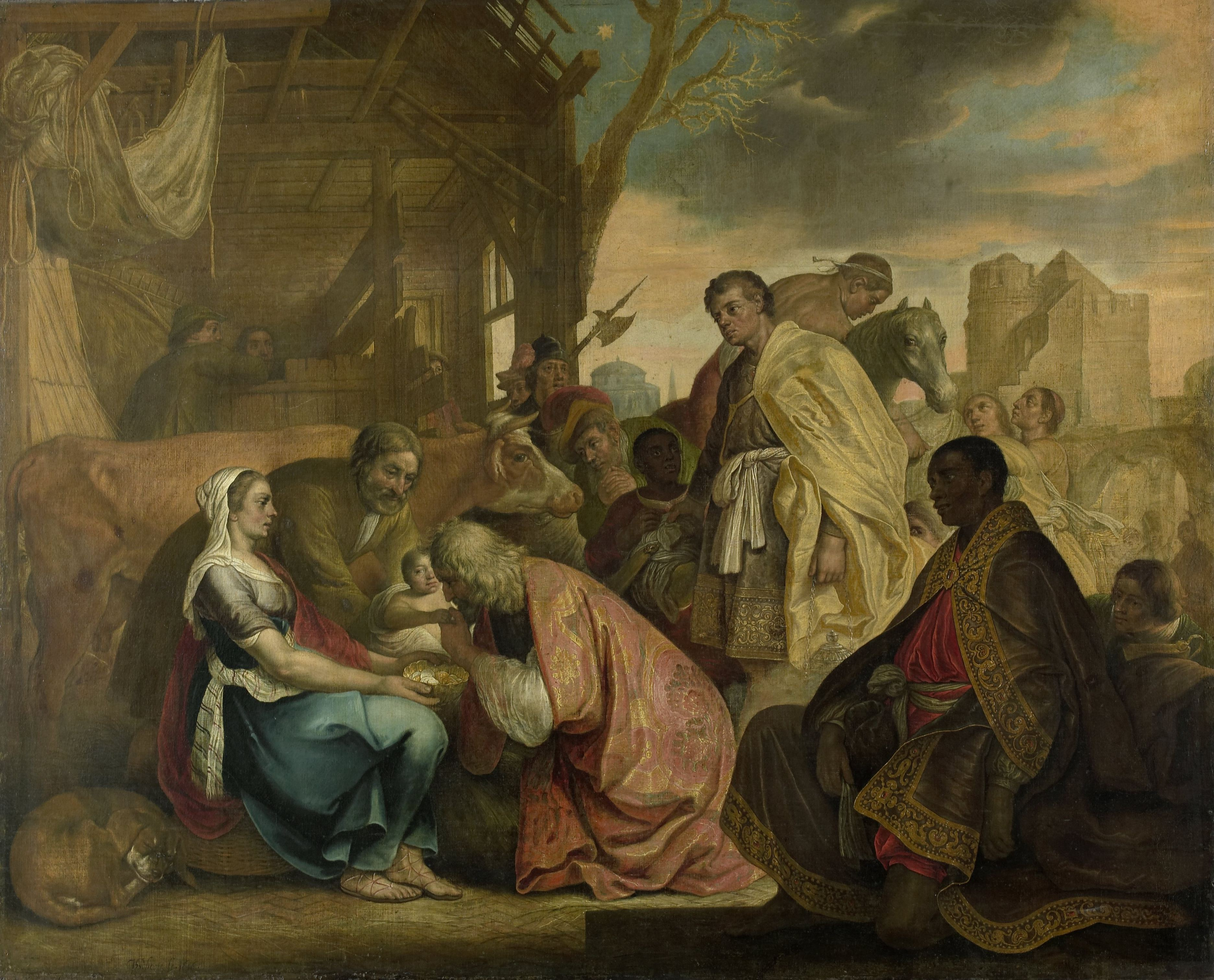
De Aanbidding der koningen, 1646, Rijksmuseum, Amsterdam

Joris van Schooten (Leiden, 1587 – ?, 1651) was een Nederlandse schilder die leefde tijdens de Nederlandse Gouden Eeuw. Van Schooten was de broer van de Leidse wiskundige Frans van Schooten.

## Biografie
De Leidse kunstschilder Arnold van Houbraken schreef in diens biografieën onder andere over Van Schooten. Hierin staat dat Joris van Schooten geboren werd in Leiden en al van jongs af aan een talent had voor tekenen. Zijn leraren waren aangedaan over het feit dat Van Schooten overal dieren op tekende. Op zijn zeventiende werd hij voor drie jaar ondergebracht bij de gerespecteerde portretschilder Coenraad van der Maas. In korte tijd bereikte Van Schooten een niveau waarop hij een eigen onderneming kon opzetten. In Delft werd hij sterk beïnvloed door de school van Michiel Jansz van Mierevelt. Nadat hij genoeg had geleerd om een eigen atelier op te zetten besloot hij naar Italië te reizen, maar hij keerde naar Leiden terug toen zijn ouders hem uithuwelijkten aan Marijtgen Bouwens van Leeuwen. Hij was een succesvol en gerespecteerd schilder binnen de gemeenschap. Hij trad toe tot het Sint-Lucasgilde en hij behoorde tot het collectief dat in 1609 een beroep deed op het stadsbestuur voor een nieuw, defensiever recht van protectionisme voor het gilde. Nadat dit beroep werd afgewezen, werd in 1610 een nieuwe poging ondernomen die eveneens strandde.
Hij verkreeg in 1626 lucratieve portretopdrachten van de Leidse 'schutterij' en schilderde een monumentaal historiestuk voor het stadhuis van Leiden waar burgemeester Van der Werff (1529-1604) het hongerige volk van Leiden zijn zwaard aanbiedt met de woorden: "Als het jullie helpt, snijd dan mijn lichaam in stukken en verdeel het onder elkander - dit zal me troost bieden." Hij haalde in 1640 ook een opdracht binnen van de Lutherse kerk voor een serie schilderijen over 'het leven van de mens'.
Volgens de RKD was hij de zoon van een Vlaamse immigrant naar Leiden, stond hij drie jaar geregistreerd als een leerling van Evert van der Maas in Den Haag en trouwde hij Marijtgen uit Oegstgeest in Leiden op 17 mei 1617. Hij zou de leraar en niet de leerling, zijn geweest van Coenraed van der Maes Avenrode (waarschijnlijk familie van Evert) en ook de leraar van de schilders Jan Lievens, Abraham van den Tempel en, volgens Simon van Leeuwen, zelfs van Rembrandt van Rijn.